# 雀部重政
雀部 重政（ささべ しげまさ）は、安土桃山時代の武士。豊臣秀次の家臣。雀部 淡路守（ささべ あわじのかみ）、蒔田 淡路守（まいた あわじのかみ）としても知られる。

## 略歴
永禄2年（1559年）、雀部伊豆守の子として誕生。伊豆守は三好長慶に仕え2万8000石を知行していたという。
当初は三好康長に仕える。後に康長の養子となった豊臣秀次に仕え、その馬廻組頭となり尾張国内に2,000石を賜った。天正18年（1590年）10月に従五位下淡路守に叙任され、豊臣姓を賜った。
天正19年（1591年）2月28日、千利休の茶湯の弟子だった重政は、利休の切腹の際に見届け役の一人を務めた。一説には介錯は重政が行ったともされる。
文禄4年（1595年）7月15日、主君・豊臣秀次が改易された際、高野山で秀次の介錯をしたのちに殉死した。享年37。知恩院塔頭如意庵に葬られる。介錯の際に使用された刀とされる銘・南都住金房兵衛尉政次の太刀は兄・六左衛門の手に渡ったとされ、これを子孫が伝承し現在は博物館「大阪城天守閣」に寄贈されている。
姉妹の少将が池田利隆の母・糸姫に仕えそのまま病死したが、利隆が糸姫の様子を尋ねる手紙を自筆で少将に送ったという。
子・重良は外祖父・佐野綱正に養育され、徳川家康に小姓として召し出されて旗本となり、近江国内に800石を賜った。